# زیردریایی اس-۱۳
زیردریایی اس-۱۳ (به انگلیسی: Soviet submarine S-13) یک زیردریایی است که طول آن ۷۷٫۸ متر (۲۵۵ فوت ۳ اینچ) می‌باشد. این زیردریایی در سال ۱۹۳۹ ساخته شد.